# Ptilothrix
Ptilothrix é um género botânico pertencente à família Cyperaceae. Contém uma única espécie, Ptilothrix deusta (R.Br.) K.L.Wilson.